# Gotham Knights (série de televisão)
Gotham Knights é uma série de televisão estadunidense de super-heróis desenvolvida por Natalie Abrams, Chad Fiveash e James Stoteraux para a emissora televisiva The CW. O enredo da série é baseado em personagens da Bat Família e outras personagens coadjuvantes da DC Comics. Gotham Knights estreou em 14 de março de 2023.

## Enredo
Após a morte de Bruce Wayne, seu filho adotivo Turner Hayes forja uma aliança improvável com os fugitivos Harper e Cullen Row, e a criminosa Duela Dent. No entanto, todos são acusados do assassinato de Wayne pelo promotor de justiça Harvey Dent. Os quatro jovens tentam fazer justiça enquanto buscam o verdadeiro assassino de Wayne e contam com a ajuda de Stephanie Brown e Carrie Kelley, que opera secretamente em Gotham City como Robin. As investigações chegam até uma trama secreta da Corte das Corujas. Com o tempo, o quarteto assume a identidade de Gotham Knights, os novos protetores de Gotham.

## Elenco e personagens

### Principal
- Oscar Morgan como Turner Hayes: O filho adotivo de Bruce Wayne e aluno da Academia Gotham, acusado de ter contratado as três pessoas acusadas de matar Wayne. Turner Hayes é um personagem criado especialmente para a série e não possui publicações anteriores nos quadrinhos.[2][3]
- Olivia Rose Keegan como Duela: A filha do falecido Coringa e uma das principais acusadas do assassinato de Bruce Wayne.
- Navia Robinson como Carrie Kelley / Robin: Uma aluna da Academia Gotham e atual companheira de Batman que se alia a Turner para encontrar os verdadeiros culpados do assassinato de Wayne.
- Fallon Smythe como Harper Row: Uma jovem estrategista de rua e irmã de Cullen que está entre os acusados do assassinato de Bruce Wayne.
- Tyler DiChiara como Cullen Row: Irmão de Harper que está entre os acusados do assassinato de Bruce Wayne.
- Anna Lore como Stephanie Brown: Uma aluna da Academia Gotham, melhor amiga de Turner e uma especialista em programação de computadores. Brown alia-se a Turner para ajudar a encontrar os verdadeiros culpados do assassinato de Wayne.
- Rahart Adams como Brody March: Filho de Lincoln March e aluno da Academia Gotham.
- Misha Collins como Harvey Dent: Antigo amigo de Bruce Wayne e promotor público de Gotham City.

## Episódios
| N.º | Título                                                           | Dirigido por        | Escrito por                                 | Exibição original   |
| --- | ---------------------------------------------------------------- | ------------------- | ------------------------------------------- | ------------------- |
| 1 | "Pilot" "Piloto" (BR)                                            | Danny Canon         | Natalie Abrams Chad Fiveash James Stoteraux | 14 de março de 2023 |
| Turner Hayes é o filho adotivo de Bruce Wayne e conta com Cressida Clarke como sua tutora. Com a morte de Wayne, sua identidade secreta como Batman é revelada. Duela Dent e os irmãos Cullen e Harper Row são presos após uma tentativa de invadir a Torre Wayne para furtar a arma que Joe Chill usou para matar Thomas e Martha Wayne. Cullen e Harper se tornam os principais suspeitos da morte de Wayne. Turner, que não conhecia a identidade secreta de seu pai, e sua melhor amiga Stephanie Brown descobrem a Batcaverna após o funeral de Wayne. Brown descobre que os suspeitos retiraram dinheiro da conta bancária de Turner e acaba sendo presa também. Um antigo aliado de Bruce, Harvey Dent informa que está sendo pressionado pela Comissária Yindel e não poderá representá-lo judicialmente. Sem escolhas, Turner se alia aos suspeitos para chegar ao nome do verdadeiro assassino de seu pai. A antiga colega de faculdade de Turner Carrie Kelley os salva de alguns policiais corruptos que os queriam mortos antes que pudessem ser presos na Penitenciária de Blackgate.                                                                                                 |                                                                  |                     |                                             |                     |
| 2 | "Scene of the Crime" "Cena do Crime" (BR)                        | Jeffrey Hunt        | Chad Fiveash James Stoteraux                | 21 de março de 2023 |
| Turner e seus aliados estocam produtos básicos e se preparam para fugir após descobrirem que o Prefeito Hamilton Hill ordenou uma busca na Batcaverna e na Mansão Wayne. O Departamento de Polícia de Gotham City recebe uma entrega macabra com as cabeças degoladas de Detetive Ford e sua equipe. Turner sugere voltar à cena do crime com Robin, Harper e Cullen para encontrar mais pistas e limpar seus nomes. O grupo volta para a Torre Wayne na tentativa de encontrar os diários de Bruce e encontram um Talon. Duela é interceptada por outro Talon ao tentar negociar um relógio com um antiquário. Turner, Robin, Harper e Cullen fogem e resgatam Duela. O grupo descobre que as últimas atualizações do diário de Bruce desapareceram. Cressida e o Prefeito Hill são revelados como membros da Corte das Corujas. Brody March assume a culpa por invadir os sistemas da empresa para provar a inocência de Turner e Robin começa a entender os últimos planos de Wayne. |                                                                  |                     |                                             |                     |
| 3 | "Under Pressure" "Sob Pressão" (BR)                              | Lauren Petzke       | Natalie Abrams                              | 28 de março de 2023 |
| Robin captura Vernon Wagner, o líder da Gangue Mutante, com um taser improvisado e deixa que ele seja pego pela polícia. Stephanie encontra Brody, que foi absolvido das acusações e é forçado a acompanhar seus pais Lincoln March e Rebecca Marsh a um baile de caridade. Cullen se disfarça de policial para acessar os arquivos sobre o assassino de Alan Wayne, um ancestral de Bruce que também foi assassinado misteriosamente. Turner salva Robin de um ataque da Gangue Mutante em um armazém e descobre que os Mutantes escondem uma bomba na Ace Chemicals. No baile de gala, Stephanie encontra os pais de Brody, o Prefeito Hill e Harvey Dent. Os Mutantes atacam a cidade fazendo reféns e exigindo a soltura de Wagner. Turner, Duela, Harper e Robin combatem o grupo. |                                                                  |                     |                                             |                     |
| 4 | "Of Butchers and Betrayals" "Açougueiros e Traições" (BR)        | Geoffrey Wing Shotz | David Paul Francis Devon Balsamo-Gillis     | 4 de abril de 2023  |
| No parque, Pericles Jones acredita estar ouvindo vozes e tira sua própria vida. Enquanto isto, Lincoln March lança sua candidatura à prefeitura de Gotham contra Harvey Dent após a morte do Prefeito Hill. Comissário Sato investiga o caso e descobre que Pericles tinha feridas semelhantes às das vítimas dos Talons. Cullen se passa por um policial para ajudar Stephanie a acessar o banco de dados da polícia e encontra Harvey. Turner e Harper visitam a casa de Pericles, onde encontram o seu filho, Titus, que menciona o comportamento suspeito de seu pai após seu envolvimento com a Corte das Corujas. Carrie e Duela investigam Felix Harmon, um serial killer, e descobrem uma rede de conexões com a Corte das Corujas. Turner segue para a Mansão Wayne e confronta Cressida, que revela seu próprio envolvimento no assassinato de Bruce Wayne e oferece ajuda. Robin confronta os membros da Corte das Corujas e todos fogem, demolindo parte da Batcaverna sobre os Talons. Harvey descobre uma chave que abre o carro do Prefeito Hill. Duela rouba a caixa de música de Eunice e descobre as digitais de Felix Harmon, o que sugere que ele possa ter sido um dos Talons. |                                                                  |                     |                                             |                     |
| 5 | "More Money, More Problems" "Mais Dinheiro, Mais Problemas" (BR) | Nimisha Mukerji     | Elle Lipson Summer Plair                    | 11 de abril de 2023 |
| Uma gangue chamada "Os McKillens" incendeia um bar por não pagar a taxa de proteção. A mãe de Carrie falta ao banquete da universidade devido ao trabalho. Stephanie revela o uso de empresas de fachada pela Corte das Corujas para desviar dinheiro. O grupo se infiltra em uma base dos McKillens para roubar um registro de ativos. Harvey desabafa com Chase Meridian sobre seus problemas e medos. O grupo encontra o registro e dinheiro e são confrontados por Dylan. Turner persuade Dylan e eles escapam do local despejando a quantia nas ruas de Gotham City. Os jornais relatam a cena e apelidam o grupo como "os Cavaleiros de Gotham". Carrie continua seus ressentimentos com sua mãe. Harper e Cullen discutem sobre a quantia gasta em sua cirurgia. Duela elogia a liderança de Turner. |                                                                  |                     |                                             |                     |